# Abra (watertaxi)

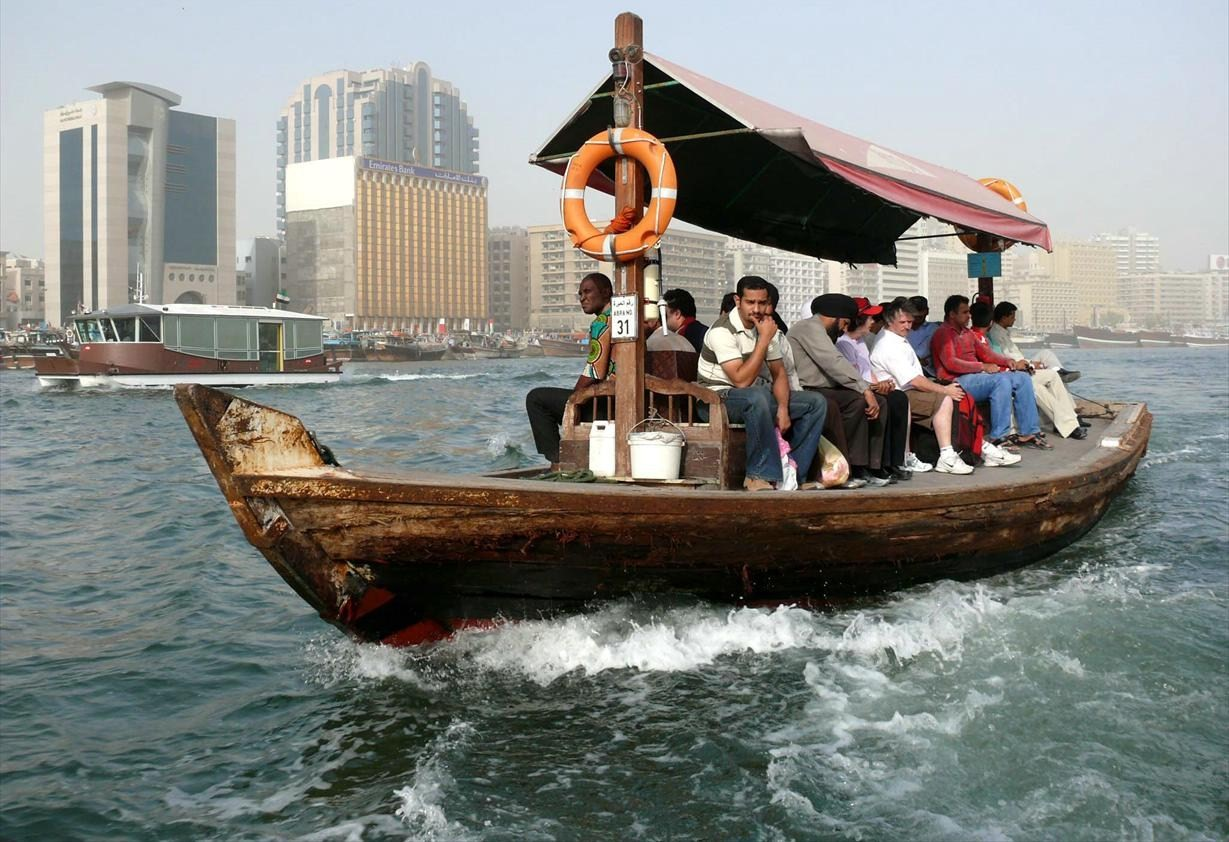
Een abra

Een abra (Arabisch:عبرة) is een traditionele boot gemaakt van hout. 'Abra' komt van het Arabische werkwoord abara, dat 'oversteken' betekent. De boten varen over de Dubaikreek (Khor Dubai) in Dubai. Er varen ook enkele abra's door Madinat Jumeirah. Eeuwenlang is de abra een van de meest gebruikte manieren van vervoer in Dubai gebleven, waardoor hij het symbool is van de geschiedenis en het erfgoed van de stad. Tegenwoordig zijn er verschillende soorten abra in gebruik, van traditionele kleine openluchtboten tot luxere met airconditioning. De abra's kunnen op verschillende plekken langs de Dubaikreek gebruikt worden om de oversteek te maken tussen de stadsdelen Deira en Bur Dubai.